# Académie des beaux-arts
 Der er for få eller ingen kildehenvisninger i denne artikel, hvilket er et problem. Du kan hjælpe ved at angive troværdige kilder til de påstande, som fremføres i artiklen.

Académie des beaux-arts (Akademiet for de skønne kunster) er et af de fem akademier i Institut de France.
Akademiet opstod i 1816, da Académie de musique (Musikakademiet, grundlagt i 1669), Académie royale de peinture et de sculpture, (Det Kongelige Akademi for Maleri og Skulptur, grundlagt i 1648) og Académie d'architecture (Arkitekturakademiet, grundlagt i 1671) blev slået sammen til ét akademi. 

## Institut de France
Institut de France opstod i 1795. 
I dag er instituttet en fælles overbygning for Académie des beaux-arts, Académie française (dannet 1635), Académie des inscriptions et belles-lettres (dannet 1663), Académie des sciences (dannet 1666) og Académie des sciences morales et politiques (dannet 1795).
| Skole | Spire Denne artikel om en skole, en uddannelsesinstitution eller uddannelse er en spire som bør udbygges. Du er velkommen til at hjælpe Wikipedia ved at udvide den. |

48°51′26″N 2°20′13″Ø / 48.85722°N 2.33689°Ø